# Наша Україна — Народна самооборона
«На́ша Украї́на — Наро́дна Самооборо́на» — політичний альянс, створений для участі у Парламентських виборах 2007 в Україні. Очільник блоку — Луценко Юрій Віталійович.
Декларація про створення блоку була підписана 5 липня 2007 року. В декларації політичні партії висловили «підтримку політичного курсу президента України Віктора Ющенка» і взяли на себе «зобов'язання забезпечити утворення єдиної демократичної політичної партії — виразника і поборника національних пріоритетів розвитку та європейських соціально-економічних і політичних стандартів в Україні». 2 серпня 2007 року політичний блок був зареєстрований Центральною виборчою комісією для участі у Парламентських виборах 2007 року.

## Склад блоку
Склад блоку включає 9 політичних партій:
1. Пора
2. Європейська партія України
3. Народний Рух України
4. Наша Україна
5. Партія захисників Вітчизни
6. Християнсько-демократичний союз
7. Політична партія «Народна Самооборона»
8. Українська народна партія
9. Українська платформа «Собор»

Перша п'ятірка передвиборчого списку:
1. Луценко Юрій Віталійович, голова «Народної самооборони»
2. Кириленко В'ячеслав Анатолійович, голова партії «Наша Україна»
3. Яценюк Арсеній Петрович, міністр закордонних справ України, безпартійний
4. Гриценко Анатолій Степанович міністр оборони України, безпартійний
5. Катеринчук Микола Дмитрович, член Європейської партії України,

## Програма
Як стратегічні завдання блок декларує —
Створення підзвітної громадянам правової держави.
Об'єднання націю через духовне відродження.
Втілення нової економічної стратегії.
При цьому лідери блоку наголошують на необхідності:
Скасуванні депутатської недоторканості та привілеїв
Введення інституту виборних мирових суддів та створення незалежної Судової палати для переатестації всіх суддів
Створення до 2010 року професійної армії, її забезпечення сучасною зброєю вітчизняного виробництва
В соціальній політиці лідери блоку вважають за необхідне:
збільшення допомоги при народженні дитини, а також допомоги багатодітним сім'ям
Збільшення пенсій та скасування «пільгових» пенсій депутатам і міністрам
Підвищення мінімальної зарплати до 600 грн, а середньої — до 2100 грн.
Підвищення зарплат у бюджетних сферах на 58% після повного запровадження у 2008 році Єдиної тарифної сітки.
У зовнішній політиці:
Блок декларує європейську орієнтацію. Серед головних завдань — вступ до СОТ, спрощення візового режиму.
В культурній політиці:
Блок декларує прагнення захистити українську мову та культуру. Зокрема у програмі йдеться про фінансування музеїв та бібліотек, забезпечення їх технічним переобладнанням і оновленням фондів, а також стимулювання розвитку вітчизняної книжки. Проте програма містить також забезпечення розвитку мов і культур національних меншин України.
Окремий пункт програми — розвиток села через забезпечення прозорої реєстрації прав власності на землю.

### Результати на виборах за регіонами
|  |  |  |
|  |  |  |